# Eti-Osa
Eti-Osa é uma área de governo local do estado de Lagos, na Nigéria. Dentro Eti-Osa estão várias áreas importantes de Lagos, incluindo Ilha Victoria, Lekki, e Ikoyi. Antes da capital nigeriana ser movida para Abuja, Eti-Osa foi a sede do capital nacional.

## Demografia
As pessoas de Eti-Osa são predominantemente Awori do subgrupo iorubá, e nupé e Gambari do norte do país.

## Empresas e Indústria
Existe pouca indústria dentro Eti-Osa. A maioria dos moradores trabalham na pesca, agricultura e comércio. No entanto, devido a ser a antiga localização da capital nacional, Eti-Osa é a sede de muitas grandes empresas nacionais e internacionais.